# Provincia de Aymaraes
La provincia de Aymaraes es una de las siete que conforman el departamento de Apurímac en el sur del Perú.
Limita por el norte con la provincia de Andahuaylas y la provincia de Abancay, por el este con la provincia de Grau y la provincia de Antabamba, por el sur con el departamento de Ayacucho y por el oeste también con la provincia de Andahuaylas.

## Historia

Mapa de Cusco en 1865

Corresponde al antiguo corregimiento de Aymaraes. Entre sus principales corregidores, se hallan Alonso de Medina (siglo XVI) y José Álvaro Cabero (siglo XVIII).
La provincia de Aymaraes fue creada el 21 de junio de 1825 por el Libertador, Simón Bolívar. Mediante ley del 28 de abril de 1873, pasó a integrar el departamento de Apurímac.

## División política
La provincia tiene una extensión de 4213,07 km². Se divide en 17 distritos:
- Chalhuanca
- Capaya
- Caraybamba
- Chapimarca
- Colcabamba
- Cotaruse
- Ihuayllo
- Justo Apu Sahuaraura
- Lucre
- Pocohuanca
- San Juan de Chacña
- Sañayca
- Soraya
- Tapairihua
- Tintay
- Toraya
- Yanaca

## Población
La provincia tiene una población de 32 786 habitantes.

## Capital
La capital de esta provincia es la ciudad de Chalhuanca, cuyo nombre proviene de dos voces quechuas: chalhua: «pez» y wanka: «piedra», denominado «lugar donde medran los peces». La ciudad se encuentra aproximadamente a 2800 m s. n. m.
Varios sitios arqueológicos existen en Aymaraes, especialmente el sitio de Yanaca.

## Autoridades

### Regionales
- Consejero regional
  - 2019-2022:[1] Lucio Simeón Mallma Cahuana (Alianza para el Progreso)

### Municipales
- 2019-2022[1]
  - Alcalde: José Alberto Argote Cárdenas, de Alianza para el Progreso.
  - Regidores:

  1. Hedel Terrazas Quispe (Alianza para el Progreso)
  2. Fredy Llacsa Sauñe (Alianza para el Progreso)
  3. Hermelinda Sánchez Serrano (Alianza para el Progreso)
  4. Porfirio Portillo Cuaresma (Alianza para el Progreso)
  5. Cirilo Galindo Durán (Alianza para el Progreso)
  6. Juan Manuel Pimentel Salazar (Movimiento Regional Llankasun Kuska)
  7. Julio César Díaz Herencia (El Frente Amplio por Justicia, Vida y Libertad)

## Festividades
Entre las principales sobresalen:
- Los carnavales que se realizan en la ciudad de Chalhuanca en el mes de febrero.
- Fiesta Patronal del Señor de Ánimas (29 de julio al 2 de agosto), que congrega a más de 8000 turistas nacionales y extranjeros.